# Staurastrum ravenellii
Staurastrum ravenellii là một loài Song tinh tảo trong họ Desmidiaceae, thuộc chi Staurastrum.